# GNU Affero General Public License
GNU Affero General Public License là một giấy phép copyleft, tự do phát hành bởi Free Software Foundation tháng 11/2007, và dựa trên GNU General Public License, v3 và Affero General Public License.
Tổ chức Phần mềm Tự do đã khuyến cáo rằng GNU AGPLv3 nên được xem xét cho bất kỳ phần mềm nào thường được chạy trên mạng. Sáng kiến nguồn mở đã chấp thuận  GNU AGPLv3 là giấy phép nguồn mở vào tháng 3 năm 2008 sau khi công ty Funambol đệ trình nó để xem xét thông qua Giám đốc điều hành Fabrizio Capobianco..

## Khả năng tương thích với GPL
Giấy phép GNU AGPLv3 và GPLv3 mỗi giấy phép bao gồm các điều khoản (trong phần 13 của mỗi giấy phép) mà cùng nhau đạt được một hình thức tương thích lẫn nhau cho hai giấy phép. Các điều khoản này cho phép rõ ràng "truyền đạt" một tác phẩm được hình thành bằng cách liên kết mã được cấp phép theo một giấy phép chống lại mã được cấp phép theo giấy phép khác, mặc dù các giấy phép khác không cho phép tái cấp phép theo các điều khoản của nhau. Bằng cách này, copyleft của mỗi giấy phép được thoải mái để cho phép phân phối các kết hợp như vậy.

## Ví dụ về các ứng dụng theo GNU AGPL
Stet là hệ thống phần mềm đầu tiên được phát hành theo GNU AGPL, vào ngày 21 tháng 11 năm 2007, và là chương trình duy nhất được sử dụng chủ yếu để sản xuất giấy phép riêng của mình.
Nhà phát triển Flask Armin Ronacher lưu ý năm 2013 rằng GNU AGPL là một "tthành công khủng khiếp, đặc biệt là trong cộng đồng khởi nghiệp" như một "phương tiện cấp phép thương mại kép" và đã cho Humhub, MongoDB, OpenERP, RethinkDB, Shinken, Slic3r, SugarCRM, và WURFL là ví dụ.
Nhóm FOSS Dyne.org đã tạo ra Devuan đã sử dụng AGPL cho các dự án phần mềm như FreeJ và Frei0r. Một bài viết trên trang web của nhóm ghi nhận sự không tương thích giữa AGPL và giấy phép EPL được sử dụng cho Clojure.